# Elaphoglossum nigrescens
Elaphoglossum nigrescens là một loài thực vật có mạch trong họ Lomariopsidaceae. Loài này được (Hook.) T. Moore ex Diels mô tả khoa học đầu tiên năm 1899.